# The Connection (quiz)
The Connection is een Nederlandse televisiequiz die sinds 2022 door BNNVARA wordt uitgezonden. Drie bekende Nederlanders beantwoorden vragen en zoeken daarna naar een verband tussen de diverse antwoorden. Het eerste seizoen werd gepresenteerd door Matthijs van Nieuwkerk. Vanaf het tweede seizoen wordt het gepresenteerd door Patrick Lodiers. De quiz speelt zich af in een interactief koepelvormig decor, waarbij het publiek in een kring om het podium zit waarop de kandidaten staan.

## Opzet
Er zijn drie rondes en een finale. In de eerste ronde krijgen de kandidaten drie setjes van drie vragen (in het eerste seizoen vier setjes van vier vragen). Na het beantwoorden van de vragen dient het verband tussen deze antwoorden te worden geraden. In de tweede ronde worden drie verhalen verteld. Elk verhaal gaat over een bepaald begrip dat dient te worden geraden. Hierbij verschijnen in het decor diverse aanwijzingen. Ook hierbij moet het verband tussen deze begrippen worden geraden. Na deze ronde valt de kandidaat met de laagste score af. De twee overige kandidaten gaan naar de derde ronde. Hier krijgen zij acht symbolen te zien. Om de beurt kiezen ze een symbool waarna de bijbehorende vraag dient te worden beantwoord. Ook in deze ronde dient uiteindelijk het verband tussen deze antwoorden te worden geraden. Hierna gaat de kandidaat met de hoogste score naar de finale. In deze finale dient binnen drie minuten het ultieme verband tussen alle antwoorden uit de aflevering te worden geraden. Deze antwoorden krijgt de finalist opnieuw te zien, waarna de niet correct geraden antwoorden worden weggestreept. In de eerste minuut krijgt de finalist een spervuur van vragen. De antwoorden hierop vormen extra hints voor het ultieme verband. Daarna kan de finalist nog extra hints kopen. Bij elke hint gaan er 15 seconden van de tijd af.
In de eerste twee seizoenen kon ook de kijker meespelen en kans maken op mooie prijzen. Hiervoor diende de hoofdconnectie uit de aflevering doorgegeven te worden via de site van het programma. Hiervoor was in de looptijd van het programma een formulier te vinden. Uit alle goede antwoorden wordt dan een winnaar getrokken die dan een prijs wint. Dit is in elke aflevering een andere prijs. Vanaf het derde seizoen kan er niet meer worden meegespeeld.

## Afleveringen
| Afl. | Datum             | Titel                   | Kandidaten                                                     | Connectie          |
| ---- | ----------------- | ----------------------- | -------------------------------------------------------------- | ------------------ |
| 1.1  | 21 mei 2022       | Cabaretiers             | Pieter Derks, Alex Ploeg, Ronald Snijders                      | Prince             |
| 1.2  | 28 mei 2022       | Sportjournalisten       | Dione de Graaff, Jeroen Stekelenburg, Thijs Zonneveld          | Zout               |
| 1.3  | 4 juni 2022       | Operazangeressen        | Francis van Broekhuizen, Maria Fiselier, Tania Kross           | Carnaval           |
| 1.4  | 11 juni 2022      | Podcastmakers           | Mischa Blok, Nynke de Jong, Bart Vriends                       | Venus              |
| 1.5  | 25 juni 2022      | Reisseriemakers         | Tom Egbers, Ilja Gort, Nadia Moussaid                          | Parijs             |
| 1.6  | 2 juli 2022       | Mollen                  | Anne-Marie Jung, Jeroen Kijk in de Vegte, Jan Versteegh        | Zwitserland        |
| 1.7  | 16 juli 2022      | Radio dj's              | Sander Hoogendoorn, Jan-Willem Roodbeen, Annemieke Schollaardt | Goud               |
| 1.8  | 30 juli 2022      | Debuutschrijvers        | Maurits Chabot, Lale Gül, Maike Meijer                         | Diana              |
| 2.1  | 4 februari 2023   |                         | April Darby, Dolf Jansen, Harry Piekema                        | Napoleon           |
| 2.2  | 11 februari 2023  |                         | Igmar Felicia, Lisa Loeb, Arjan Postma                         | Oranje             |
| 2.3  | 18 februari 2023  |                         | Arno Kantelberg, Frank van der Lende, Chazia Mourali           | Politie            |
| 2.4  | 25 februari 2023  |                         | Ricky Koole, Ruben van der Meer, Sergio Vyent                  | Queen              |
| 2.5  | 4 maart 2023      |                         | Daphne Deckers, Thomas van Luyn, Hiske Versprille              | Anouk              |
| 2.6  | 11 maart 2023     |                         | Mátyás Bittenbinder, Carolina Dijkhuizen, René van Meurs       | Maradona           |
| 2.7  | 18 maart 2023     | Halve finale            | Mátyás Bittenbinder, Ricky Koole, Harry Piekema                | Kruis              |
| 2.8  | 25 maart 2023     | Halve finale            | Frank van der Lende, Lisa Loeb, Hiske Versprille               | Duivel             |
| 2.9  | 1 april 2023      | Finale                  | Lisa Loeb, Harry Piekema, Hiske Versprille                     | Curaçao            |
| 3.1  | 28 oktober 2023   |                         | Joël Broekaert, Johan Goossens, Roel Maalderink                | Beyoncé            |
| 3.2  | 4 november 2023   |                         | Ronald Giphart, Patrick Martens, Roos Schlikker                | Bier               |
| 3.3  | 11 november 2023  |                         | Diederik Jekel, Iliass Ojja, Jörgen Tjong a Fong               | Zeven              |
| 3.4  | 25 november 2023  |                         | Nhung Dam, Milan van Dongen, Max Terpstra                      | Huis               |
| 3.5  | 2 december 2023   |                         | Abdelkader Benali, Yora Rienstra, Tim de Wit                   | Johan Cruijff      |
| 3.6  | 9 december 2023   |                         | Erik van Muiswinkel, Joost Oomen, Jörgen Raymann               | Veronica           |
| 3.7  | 16 december 2023  |                         | Stef Clement, Heleen van Royen, Pete Wu                        | Bloem              |
| 3.8  | 23 december 2023  |                         | Aran Bade, Iris van Lunenburg, Jeroen Stomphorst               | Rotterdam          |
| 4.1  | 14 september 2024 | Musicalsterren          | Nyassa Alberta, Thomas Cammaert, Nandi van Beurden             | Hart               |
| 4.2  | 21 september 2024 | Team RTL Boulevard      | Rob Goossens, Eric de Munck, Eveline Stallaart                 | ABBA               |
| 4.3  | 28 september 2024 | Team ESPN               | Toine van Peperstraten, Sanne van Dongen, Kees Kwakman         | Albert Einstein    |
| 4.4  | 5 oktober 2024    | Team Beat The Champions | Andries Tunru, Abel Gilsing, Devrim Aslan                      | Beer               |
| 4.5  | 12 oktober 2024   | Team LOL Comedians      | Bram Krikke, Rick Paul van Mulligen, Nabil Aoulad Ayad         | Maan               |
| 4.6  | 19 oktober 2024   | Team Reizen             | Dzifa Kusenuh, Nienke de la Rive Box, Daan Nieber              | Bikini             |
| 4.7  | 26 oktober 2024   | Team Culinair           | Hugo Kennis, Sandra Ysbrandy, Mounir Toub                      | Annie M.G. Schmidt |